# Empis gaigeri
Empis gaigeri är en tvåvingeart som beskrevs av Gercke 1886. Empis gaigeri ingår i släktet Empis och familjen dansflugor. Inga underarter finns listade i Catalogue of Life.